# Subcampeón
Subcampeón (del latín tardío sub: debajo, por debajo de.; y campio: vencedor de un combate) o vicecampeón es el título con que se conoce a un individuo o equipo que, participando de una contienda, resulta quedar en segunda posición, vencido por el campeón. Este término puede ser aplicado a personas, equipos o animales y en diferentes competencias, como carreras o fútbol.
En el caso de disciplinas como el automovilismo o el golf, se considera campeón a la persona que obtiene el puntaje necesario como para proclamarse como tal, mientras que se considera como subcampeón a aquel que haya obtenido la cantidad inmediatamente inferior de puntos respecto al vencedor.
También, en el caso de disciplinas como el fútbol, dependiendo del tipo de torneo —como el torneo de liga—, el campeón es aquel que obtiene la mayor cantidad de puntos, mientras que el subcampeón es aquel que obtiene la cantidad inmediatamente inferior a la del campeón. En un torneo de eliminación directa, por ejemplo la Copa Libertadores de América, la Liga de Campeones de la UEFA o la Copa Mundial de Fútbol, se considera campeón y subcampeón a aquellos equipos que hayan arribado a las instancias finales del certamen. Luego de haberse batido en un partido final, el vencedor es proclamado como campeón, siendo el perdedor considerado como subcampeón.